# Стари град Благај
Стари град Благај је једна од најбоље сачуваних средњовјековних тврђава у Херцеговини. Налази се на 310 m надморске висине изнад савременог градића Благаја удаљеног 7 km од Мостара.

## Изглед
Основица му је јајоликог облика. Градски обор затварају чврсти, високи и са четири куле и много пушкарница осигурани зидови. На сјеверној страни је улаз, утврђен јаком капи-кулом с малим предворјем. Око зидова је ходник који је био проширен дрвеном галеријом, чији се трагови сада распознају. До тога ходника водиле су петере камене степенице. Зид је нарочито тврдо изграђен с источне стране, док се на западној диже четвераста кула.

## Историјат
Бројна истраживања потврдила су да је локалитет Старог града био насељен од жељезног доба, па све до 1835. године, кад су га Османлије напустиле. Своје насеље прво су саградили Илири, па иза њих Римљани граде на том подручју. Око један километар од Благаја виде се рушевине града Боне из римског доба. У VII вијеку на подручје данашње Херцеговине, па и Благаја, долазе српска племена.

### Хумска земља
Благај је био један од главних градова Хумске земље, једне од средњовјековних српских политичко-историјских области. Хумом су као врховни господари, владали српски жупани из династије Властимировића, затим у историји познати кнез Михаило Вишевић, који се помиње и на Сплитском сабору 925. године. У тексту Закључака Првог сплитског сабора Михаило се наводи под српским великашима.

### Дукља
Након Хума Благај је био и у саставу прве српске краљевине Дукље, под владавином краља Константина Бодина, а затим под владавином кнеза Завиде. Њега су насљедили његови синови Тихомир, Страцимир, Мирослав и Немања. Када Немања постаје Стефан Немања, тј. велики српски жупан, у његово име Хумом ће владати његов брат кнез Мирослав. У Благају је кнез Мирослав саградио цркву посвећену св. Козми и Дамјану. Натпис је написан на старосрпском језику и ћириличном писму, а на њему пише да је урађен у вријеме славнога Немање. Све ово говори да је подручје Благаја било центар власти у раном средњем вијеку.

### Косаче
Након Немањића, најпознатија породица која је управљала Благајем, била је породица Косача. Треба споменути да је Благај, као и већи дио Хумске земље, дошао под врховну власт Котроманића у вријеме бана Стефана II, око 1326. године. Под Благајем се у средњем вијеку налазио дворац Бишће. Овај дворац се први пут помиње 1220. године у борби Стефана Немањића (Првовјенчаног) са Петром, хумским великим кнезом. 
У Бишћу су знали боравити и насљедници Немањића из краљевске породице Котроманић. Тако краљ Стефан Твртко I, у Бишћу 1382. године, издаје своју повељу којом укида трг соли у Суторини. Поред тога, Твртко овом повељом обавјештава и да је наслиједио удостојен бијах вијенца и части и скиптра царскога првих мојих родитеља светих, господе српске, краљева и царева, и слиједим њихов живот и вјеру. 
Током борбе херцега од Светог Саве, Стефана Вукчића Косаче, са синовима Благај је био освојио Владислав Херцеговић 1452.

## Османлије
Под власт Турака Благај пада 1465. године, а осам година касније помиње се благаски кадија. То свједочи да су Турци до тад учврстили своју власт над Благајем и околином. Пошто је Благај био без велике стратегијске важности, турска посада није становала у самом граду, него у насељу под градом. Током турског периода спомињу се ови диздари Благаја: Синан бег (1505), Јусуфага (1605), Омерага (1760), Мехмедага (1812) и Саидага (1830). Зна се д аје током турског периода тврђава два пута поправљана. Први пут 1699. године поправљена је западна кула. Око 1827. опет су вршене неке поправке, што се види из бујрулдије Абдулрахимпашине, којом се везир захваљује становницима Благаја за учињене услуге при поправци града. У народу је Благај познат под називом Стјепан-град или Шћепан-град, по херцегу од Светог Саве. Турци су напустили стари град Благај 1835. године.

## Степен заштите
Стари град Благај се налази на привременој листи националних споменика. Ова тврђава спада у најсачуваније средњовјековне грађевине у Херцеговини, па и Босни, и представља значајну туристичку атракцију.